# Pomnik Cichociemnych Spadochroniarzy AK w Warszawie
Pomnik Cichociemnych Spadochroniarzy AK – pomnik znajdujący się przy ul. Jana Matejki w warszawskim Śródmieściu wzniesiony według projektu Marka Moderau.

## Opis
Pomnik powstał z inicjatywy gen. brygady Stefana Bałuka ps. „Starba", przy współpracy Muzeum Powstania Warszawskiego, Jednostki Wojskowej GROM im. Cichociemnych Spadochroniarzy Armii Krajowej oraz Rady Ochrony Pamięci Walk i Męczeństwa. 
Odsłonięcie pomnika miało miejsce 7 października 2013 r., a w uroczystości wzięli udział między innymi gen. Stefan Bałuk i prezydent Rzeczypospolitej Polskiej Bronisław Komorowski.